# ソユーズTM-14
ソユーズTM-14 (Союз ТМ-14 / Soyuz TM-14) は、宇宙ステーション・ミールへの往来を目的とした、14回目の有人ミッションである。コールサインは「ヴィーチャシ（ロシアの伝説的騎士）」。ドイツ人の宇宙飛行士が参加した。

## 乗組員

### 打上げ時
- アレクサンドル・ヴィクトレンコ (3) -  ロシア
- アレクサンドル・カレリ (1) -  ロシア
- クラウス＝ディートリッヒ・フラーデ (1) -  ドイツ

### 帰還時
- アレクサンドル・ヴィクトレンコ (3) -  ロシア
- アレクサンドル・カレリ (1) -  ロシア
- ミシェル・トニーニ (1) -  フランス

## ミッションハイライト
ソビエト連邦の崩壊後、初めてロシアにより行われたソユーズのミッションである。
クラウス＝ディートリッヒ・フラーデは、宇宙ステーションを訪れた2人目のドイツ人となった。1人目は、1978年にサリュート6号を訪れた東ドイツのジークムント・イェーンである。フラーデはドイツがフリーダム宇宙ステーションやコロンバスの計画に加わる準備として14の実験を行い、ソユーズTM-13で帰還した。
ヴィクトレンコとカレリは5ヶ月近くミールに滞在し、ソユーズTM-15でやってきたミシェル・トニーニと共に帰還した。着陸システムが不調を起こして、降下モジュールが反転してしまい、直るまで乗組員は内部に閉じ込められた。